# Münchner Erklärung

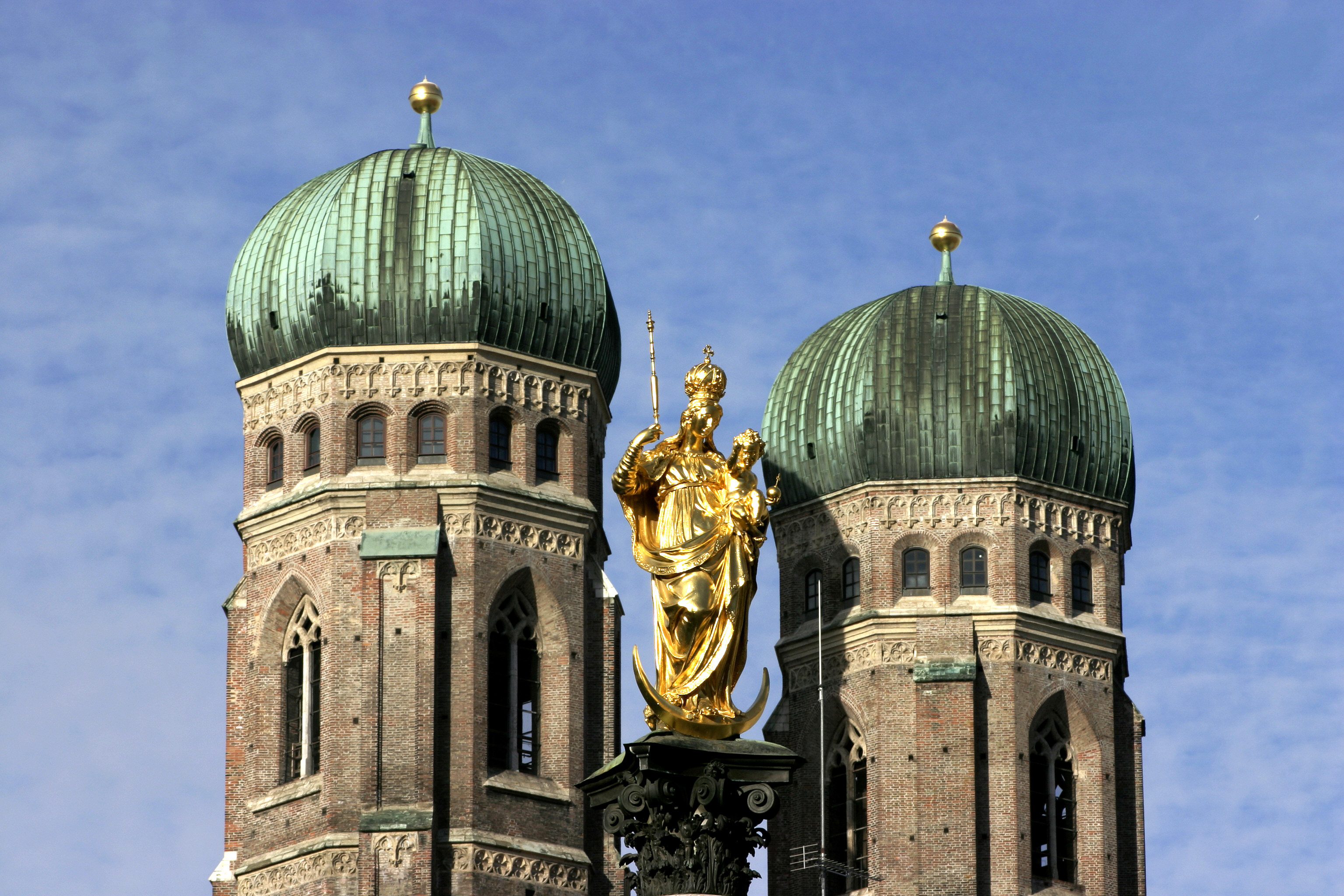
Die zwei markanten Renaissancehauben der Türme der Frauenkirche als Wahrzeichen Münchens symbolisieren eine Vielzahl in der bayerischen Hauptstadt der Öffentlichkeit präsentierter Resolutionen

Unter dem Begriff Münchner Erklärung wurden immer wieder von verschiedenen Interessensgruppen Resolutionen publiziert, die inhaltlich und bezüglich Zielsetzung ohne Zusammenhang sind und lediglich den Namen gemeinsam haben. Der Name resultiert in der Regel daher, dass die Resolution in München der Öffentlichkeit präsentiert wurde.

## Münchner Erklärung zum Föderalismus in Europa (1947)
Nach der Wiedervereinigung Deutschlands knüpfte Max Streibl an das Vorbild der Münchner Ministerpräsidentenkonferenz von 1947 an, bei der sich die Ministerpräsidenten der Westzonen unter Führung Hans Ehards als „Treuhänder des deutschen Volkes“ konstituiert hatten. Streibl lud die nunmehr 16 Regierungschefs der Länder am 20./21. Dezember 1990 zu einer Ministerpräsidentenkonferenz nach München ein, wo sie sich in einer gemeinsamen Erklärung für das föderalistische Prinzip der Bundesrepublik aussprachen. Die Erklärung wurde am 4. Januar 1991 in der Bayerischen Staatszeitung veröffentlicht.

## Münchner Erklärung zur Rechtschreibreform (1996)
Mit der „Münchner Erklärung zur Rechtschreibreform“ riefen am 30. November 1996 Friedrich Denk, Thomas Jaworek, Thomas Rücker und Thomas Schröer in ganzseitigen Anzeigen im Münchner Merkur und der Süddeutschen Zeitung zu einem Volksbegehren in Bayern auf. Ziel war, die Reform der deutschen Rechtschreibung von 1996 rückgängig zu machen. Vorausgegangen war einige Wochen zuvor die im Rahmen der Frankfurter Buchmesse entstandene Frankfurter Erklärung zur Rechtschreibreform mit ähnlichen Zielen.

## Münchner Erklärung der „Burda Akademie zum Dritten Jahrtausend“ (1997)

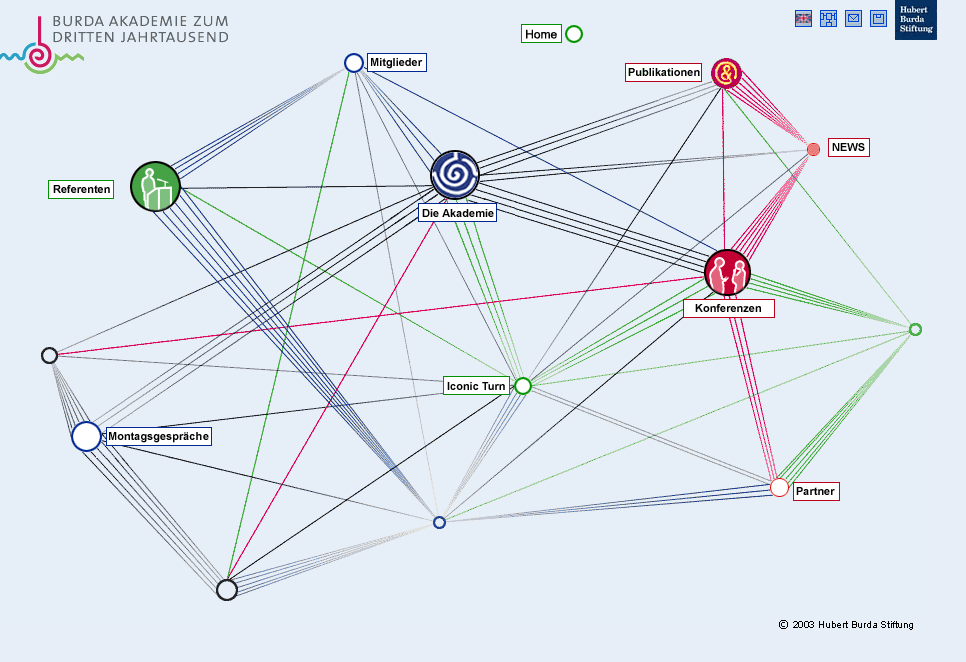
Burda Akademie zum dritten Jahrtausend

Im Rahmen des Kongresses „Internet & Politik“, der im Februar 1997 von der 1994 von Hubert Burda gegründeten „Burda Akademie zum Dritten Jahrtausend“ veranstaltet wurde, wurde unter Mitwirkung von Wissenschaftlern und Politikern wie Robert Cailliau, Wolfgang Fürniß, Siegmar Mosdorf und Gerhard Widder eine „Münchner Erklärung“ veröffentlicht. Diese beinhaltete die Forderung, allen Bürgern die Chance zur aktiven Nutzung der neuen Kommunikationsmedien mit den durch diese entstehenden neuen Optionen innerhalb des demokratischen, sozialen Rechtsstaats als Handlungsrahmen zu ermöglichen. Die Erklärung sah auf die besonderen Eigenschaften der vernetzten Medien bezogen, dass eine Neubestimmung der informationellen Grundrechte, der Bildung und des Verhältnisses von Selbstverwirklichung und Solidarität notwendig wäre.

## Münchner Erklärung des Münchner Arbeitskreis Öffentlicher Rundfunk (1997)
Der Münchner Arbeitskreis Öffentlicher Rundfunk (MAR), dem neben seinem damaligen Sprecher Walter Hömberg u. a. Dietrich Schwarzkopf, Gerd Bacher, Wolfgang R. Langenbucher, Ralf Hohlfeld und ARD-Auslandskoordinator Richard W. Dill angehörten, veröffentlichte 1997 zehn Thesen „zur Unterstützung eines öffentlichen, gemeinwohlorientierten Rundfunks“ und begründete darin, warum der öffentliche, vorwiegend durch Gebühren finanzierte Rundfunk als ein Grundpfeiler der demokratischen Ordnung anzusehen sei.

## Erklärung von München: Pflegende und Hebammen – ein Plus für Gesundheit (2000)
Im Rahmen der zweiten WHO-Ministerkonferenz „Pflege- und Hebammenwesen in Europa“ im Juni 2000 wurde von den teilnehmenden Gesundheitsministern der Mitgliedstaaten der Europäischen Region der WHO eine Beschleunigung von Maßnahmen zur Stärkung von Pflege- und Hebammenwesen eingefordert.

## Münchner Erklärung an die Europäische Union für eine Impeachment-Regelung (2003)
Im Dezember 2003 forderten Deutsche Künstler und Wissenschaftler die Europäische Union in einer „Münchner Erklärung“ auf, gegen das „ungewöhnliche und möglicherweise kriminelle Verhalten“ des noch amtierenden EU-Ratspräsidenten und italienischen Ministerpräsidenten Silvio Berlusconi vorzugehen. Berlusconis missbrauche seine Medienmacht, sein Druck auf die Unabhängigkeit der Justiz seien „eine Schande für ein freies, demokratisches Europa“. Darum solle in die künftige EU-Verfassung eine „Impeachment-Regelung für unfähige und kriminelle EU-Politiker“ aufgenommen werden. Unterzeichner der an das EU-Parlament und an die Bundesregierung übermittelten Resolution waren u. a. Carl Amery, Senta Berger, Rolf Boysen, Ralph Giordano, Dieter Hildebrandt, Walter Jens, Friedrich Schorlemmer und Hans-Peter Dürr.

## Münchner Erklärung zur Föderalismus-Reform (2004)
Die Präsidenten der deutschen Landesparlamente machten sich im Oktober 2004 auf Initiative von Alois Glück in einer gemeinsamen Erklärung für mutige Schritte bei der Föderalismus-Reform stark. Zugleich betonten sie die Bedeutung der Landesparlamente und eines lebendigen, leistungsstarken Föderalismus. Die Bundesregierung wurde darin aufgefordert, ein deutliches Zeichen zur Stärkung des Föderalismus zu setzen und entsprechende Veränderungen mit zu tragen. Eine sinnvolle Neuverteilung der Aufgaben von Bund und Ländern sei unverzichtbar. Die Föderalismusreform habe herausragende Bedeutung für die Stärkung der parlamentarischen Demokratie und für die Verbesserung der Leistungskraft des Landes.

## Münchner Erklärung für faires Miteinander von Presse und ÖRR (2008)
Ende Juli 2008 forderten im Verband Deutscher Zeitschriftenverleger organisierte Verleger in einer so genannten „Münchner Erklärung“ neue Rahmenbedingungen für ein faires Miteinander von Presse und öffentlich-rechtlichem Rundfunk. Sie drängten darauf, dass die Medienpolitik im 12. Rundfunkänderungsstaatsvertrag öffentlich-rechtliche Angebote im Internet auf Bewegtbilder und Audio begrenzen solle.

## Münchner Erklärung zur Gesundheitsförderung (2009)
Im September 2009 publizierte die Gesellschaft für Gemeindepsychologische Forschung und Praxis (GGFP) die „Münchner Erklärung zur Gesundheitsförderung“ deren Ziel war, Prävention als Teil einer umfassenderen gesundheitsförderlichen Strategie wahrzunehmen und die Strategien im gemeindepsychologischen Denken an den Prinzipien des Empowerment und der Partizipation ausrichten.

## Münchner Erklärung zur Lehre im neuen Querschnittsbereich Palliativmedizin (2009)
Nachdem die Palliativmedizin 2009 neuer Querschnittsbereich der Approbationsordnung wurde, formulierten Professoren zusammen mit Vertretern der Bundesvertretung der Medizinstudierenden in Deutschland im Januar 2011 in einer Erklärung zu Umfang, Inhalt, Unterrichtsablauf und Gewichtung in Lehre und Prüfungen sowie Anforderungen an die Finanzierung.

## Münchner Erklärung des Deutschen Städtetages (2012)
Anlässlich des Kongresses „Bildung gemeinsam verantworten“ am 8./9. November 2012 des Deutschen Städtetages trat dieser mit einer „Münchner Erklärung“ zum bildungspolitischen Engagement an die Öffentlichkeit. Die Kernforderungen waren die Weiterentwicklung kommunaler Bildungslandschaften, eine Erweiterung der kommunalen Handlungsmöglichkeiten und Rechte in der Bildung, eine Abschaffung eines Kooperationsverbots, um Bildung gemeinsam verantworten zu können sowie die finanzielle Sicherstellung des Engagements der Städte und Gemeinden.

## Münchner Erklärung zur Förderung besonderer Begabungen (2014)
Vertreter der Gymnasiallehrer aus dem Philologenverband Baden-Württemberg, dem Bayerischen Philologenverband und der Österreichischen Professorenunion gaben im Mai 2014 eine Resolution ab, in der sie die Bedeutung der Förderung besonderer Begabungen zur Sicherstellung internationaler Konkurrenzfähigkeit der kommenden Generation betonten und den Ausgleich von Bildungsdefiziten und Begabtenförderung nicht gegeneinander auszuspielen forderten.

## Münchner Erklärung für verbindliche Rahmenbedingungen für Journalistinnen und Journalisten in Europa (2015)
Im Rahmen einer Tarifkonferenz deutschsprachiger Journalistenorganisationen im Februar 2015 veröffentlichten die Teilnehmer eine Forderung von Maßnahmen gegen aus deren Sicht sich dramatisch verschlechternde Arbeitsbedingungen, die eine massive Bedrohung von Pressefreiheit und Meinungsvielfalt darstellen würden. Beteiligt waren der Bayerische Journalisten-Verband, der Deutsche Journalisten-Verband, der DJV-Landesverband Hessen, impressum, die Journalistengewerkschaft in der GPA-DJP und der Mediensektor in der GdG-KMSfB.

## Münchner Erklärung der Deutschen AIDS-Hilfe (2015)
Nach einem Beschluss der Innenministerkonferenz aus dem Juni 2015 darf die Polizei in ihrem bundesweiten Informationssystem INPOL Menschen mit dem „personengebundenen Hinweis“ (PHW) ANST für „ansteckend“ kennzeichnen. Die Mitgliederversammlung der Deutschen AIDS-Hilfe protestierte im Oktober 2015 mit der „Münchner Erklärung“ gegen diese aus ihrer Sicht „kontraproduktive und stigmatisierende Praxis“, da sie das Grundrecht auf informationelle Selbstbestimmung verletze und Menschen stigmatisiere.

## Münchner Erklärung anlässlich der Internationalen Handwerksmesse (2015)
Aus Anlass der Internationalen Handwerksmesse veröffentlichten der Bayerische Handwerkstag, die Industrie- und Handelskammern in Bayern sowie die Vereinigung der Bayerischen Wirtschaft eine gemeinsame Forderung eines wachstumsfreundlichen Kurswechsels mit den Eckpunkten der Gestaltung einer Energiewende, Änderungen beim Mindestlohn sowie zur geplanten Erbschaftsteuerreform.

## Münchner Erklärung zur Inklusion und öffentlich verantworteten Erwachsenenbildung (2015)
Im Rahmen der Fachtagung „Ins Spiel kommen – Inklusion und öffentlich verantwortete Erwachsenenbildung“ am 10./11. Juli 2015 in der Münchner Volkshochschule wurden Anforderungen zur Verbesserung der Inklusion von Menschen mit Behinderungen in der Erwachsenenbildung formuliert.

## Münchner Erklärung der AG Publikumsverlage (2016)
Im Rahmen einer Jahrestagung der Arbeitsgemeinschaft der Publikumsverlage im Januar 2016 verabschiedeten die versammelten Verleger einstimmig eine „Münchner Erklärung“, in dem sie vor dem Hintergrund aus ihrer Sicht besorgniserregender Entwicklung im Urheberrecht ein gesetzgeberisches Signal des Bundeskabinetts in Richtung eines starken, durchsetzbaren Urheberrechts und des Festhaltens an Verwertungsgesellschaften wie der VG Wort forderten.

## Münchner Erklärung zum Software-Engineering-Standort Deutschland (2016)
Die „Münchner Erklärung zum Software-Engineering-Standort Deutschland“ wurde auf der Konferenz für Objektorientiertes Programmieren OOP im Februar 2016 in München, dem deutschen „Branchentreffen der Softwareentwickler“, vorgestellt. Mit Hilfe der Erklärung wollten die Unterzeichner Öffentlichkeitsbewusstsein bzgl. eines notwendigen Ausbaus der Kernkompetenz Software Engineering im Land schaffen und Schüler sowie junge Studierende ermutigen, Informatik zu studieren, um so die Zukunft mitgestalten zu können. Zu den Erstunterzeichnern zählten u. a. Manfred Broy, Gerhard Goos, Jutta Eckstein, Peter Liggesmeyer, Veronika Thurner und Martin Wirsing.

## Münchner Erklärung mit den Leitlinien der CDU/CSU im Wahlkampf (2017)
Bei einer gemeinsamen Präsidiumssitzung im Februar 2017 verabschiedeten CDU und CSU eine „Münchener Erklärung“ mit Leitlinien für den Wahlkampf zur Bundestagswahl 2017.

## Münchner Erklärung gegen Personalnot in der Pflege (2017)
Im Mai 2017 machte der Deutsche Berufsverband für Pflegeberufe in einer „Münchner Erklärung“ auf die aus seiner Sicht drastisch zugespitzte Personalsituation in der Pflege aufmerksam, die zu chronisch unterbesetzten Stationen und Pflegeeinrichtungen führe und eine Normalversorgung kaum noch möglich mache und forderte Handlungsmaßnahmen.

## Münchner Erklärung der wirtschaftspolitischen Sprecher der CDU/CSU (2017)
Bei einer zweitägigen Konferenz in München sprachen sich die wirtschaftspolitischen Sprecher der CDU/CSU-Fraktionen aus Bund und Ländern für einen zügigen Start von Koalitionsverhandlungen nach der Bundestagswahl 2017 aus und formulierten zehn Eckpunkte zur Stärkung der Sozialen Marktwirtschaft bei Vermeidung neuer Belastungen der Wirtschaft und aktiver Gestaltung eines technologischen Wandel.